# Moneta Czech Open 2019
Moneta Czech Open 2019 byl tenisový turnaj pořádaný jako součást mužského okruhu ATP Challenger Tour, který se odehrával na antukových dvorcích tenisového areálu TK Agrofert Prostějov. Konal se od 3. do 8. června 2019 v Prostějově jako dvacátý šestý ročník turnaje. V sezńě 2019 představoval největší tenisový turnaj mužů na českém území.
Prize money turnaje činily 92 040 eur. V rámci nových kategorií okruhu se řadil do Category 100. Počet singlistů byl navýšen z třiceti dvou na čtyřicet osm hráčů, což znamenalo zdvojnásobení nasazených na šestnáct. Nejvýše nasazeným hráčem ve dvouhře se stal šedesátý třetí tenista světa Casper Ruud z Norska, který vypadl v semifinále.
Jedenáctý singlový titul na okruhu ATP Challenger Tour vybojoval 33letý Španěl Pablo Andújar. Deblovou trofej si odvezl rakousko-slovenský pár Philipp Oswald a Filip Polášek, jehož členové získali třetí společné turnajové vítězství.

## Rozdělení bodů a finančních odměn

### Rozdělení bodů
| Soutěž  | vítězové | finalisté | semifinalisté | čtvrtfinalisté | 16 v kole | 32 v kole | 48 v kole |
| ------- | -------- | --------- | ------------- | -------------- | --------- | --------- | --------- |
| dvouhra | 100      | 60        | 35            | 18             | 8         | 5         | 0         |
| čtyřhra | 100      | 60        | 35            | 18             | 0         | —         | —         |

### Finanční odměny
| dvouhra                             | €12 250 | €7 200 | €4 260 | €2 480 | €1 460 | €885 | €440 |
| čtyřhra                             | €5 250  | €3 100 | €1 840 | €1 090 | €610   | —    | —    |
| částka ve čtyřhře je uvedena na pár |         |        |        |        |        |      |      |

## Mužská dvouhra

### Nasazení
| Stát                           | Hráč                    | ATP  | Nasazení |
| ------------------------------ | ----------------------- | ---- | -------- |
| Norsko                         | Casper Ruud             | 63.  | 1.       |
| Španělsko                      | Albert Ramos-Viñolas    | 87.  | 2.       |
| Španělsko                      | Pablo Andújar           | 93.  | 3.       |
| Česko                          | Jiří Veselý             | 105. | 4.       |
| Slovensko                      | Jozef Kovalík           | 132. | 5.       |
| Španělsko                      | Guillermo García-López  | 136. | 6.       |
| Česko                          | Lukáš Rosol             | 149. | 7.       |
| Belgie                         | Arthur De Greef         | 181. | 8.       |
| Kolumbie                       | Daniel Elahi Galán      | 197. | 9.       |
| Itálie                         | Federico Gaio           | 202. | 10.      |
| Maďarsko                       | Attila Balázs           | 222. | 11.      |
| Nizozemsko                     | Thiemo de Bakker        | 229. | 12.      |
| Egypt                          | Mohamed Safwat          | 231. | 13.      |
| Rakousko                       | Lucas Miedler           | 238. | 14.      |
| Španělsko                      | Bernabé Zapata Miralles | 244. | 15.      |
| Belgie                         | Steve Darcis            | 245. | 16.      |
| Žebříček ATP k 27. květnu 2019 |                         |      |          |

### Jiné formy účasti
Následující hráči obdrželi divokou kartu do hlavní soutěže:
- Marek Jaloviec
- Vít Kopřiva
- Jiří Lehečka
- Jaroslav Pospíšil
- Daniel Siniakov

Následující hráči nastoupili do hlavní soutěže jako náhradníci:
- Marco Bortolotti
- Enrico Dalla Valle
- Benjamin Lock
- Ben Patael
- David Poljak

Následující hráči nastoupili do hlavní soutěže na základě bodového hodnocení žebříčku ITF:
- Corentin Denolly
- Sandro Ehrat
- Karim-Mohamed Maamoun
- Arthur Rinderknech
- Peter Torebko

Následující hráči postoupili z kvalifikace::
- Roman Jebavý
- Pavel Nejedlý

## Mužská čtyřhra

### Nasazení
| Stát                                                                                    | Hráč              | Stát      | Hráč                      | ATP  | Nasazení |
| --------------------------------------------------------------------------------------- | ----------------- | --------- | ------------------------- | ---- | -------- |
| Salvador                                                                                | Marcelo Arévalo   | Mexiko    | Miguel Ángel Reyes-Varela | 135. | 1.       |
| Ukrajina                                                                                | Denys Molčanov    | Slovensko | Igor Zelenay              | 137. | 2.       |
| Česko                                                                                   | Roman Jebavý      | USA       | Nicholas Monroe           | 147. | 3.       |
| Španělsko                                                                               | Gerard Granollers | Argentina | Andrés Molteni            | 152. | 4.       |
| Žebříček ATP k 27. květnu 2019; číslo je součtem žebříčkového postavení obou členů páru |                   |           |                           |      |          |

### Jiné formy účasti
Následující páry obdržely divokou kartu do čtyřhry:
- Andre Begemann /  Nenad Zimonjić
- Marek Gengel /  Dominik Kellovský

Následující páry nastoupily na základě bodového hodnocení žebříčku ITF:
- Benjamin Lock /  Courtney John Lock
- Marco Bortolotti /  Scott Puodziunas

Následující pár nastoupil z pozice náhradníka:
- Adam Pavlásek /  Václav Šafránek

## Přehled finále

### Mužská dvouhra
- Pablo Andújar vs.  Attila Balázs, 6–2, 7–5

### Mužská čtyřhra
- Philipp Oswald /  Filip Polášek vs.  Jiří Lehečka /  Jiří Veselý, 6–4, 7–6(7–4)